# Baise (cheval)
Pour les articles homonymes, voir Baise.
Le Baise, Bose ou Guangxi (chinois : 百色 ; pinyin : baise) est une race chevaline à taille de poney originaire de la région du Guangxi, au Sud-Ouest de la Chine. Comme de nombreuses autres races chinoises, il vit en semi-liberté dans les zones montagneuses lorsqu'il n'est pas mis au travail. Le climat local est favorable à l'élevage équin, qui est vraisemblablement pratiqué depuis des siècles dans cette région. Le cheval Baise revêt un rôle culturel important dans la cérémonie du mariage. Il est désormais surtout employé par l'industrie du tourisme dans sa région originelle.

## Histoire
Il est proche des races du Guizhou et du Yunnan, de nombreux croisements ayant eu lieu au fil du temps. Plusieurs statuettes de bronze, datées du Ier siècle au IIIe siècle et retrouvées dans le Guangxi (Xilin et Guixian), représentent un cheval morphologiquement proche de la race. Dans le Guangxi, le cheval est intégré aux cérémonies du mariage dès l'an 20 av. J.-C. Dans le Tiandong, à Pingma, la famille impériale des Han aurait eu coutume de se rendre au marché aux chevaux. Dans le Tianxi, sous la dynastie Song, l'importance du cheval dans la cérémonie du mariage est soulignée.

## Description
Le Baise se présente comme un petit cheval sec et solide, plus petit en moyenne que les autres races du Nord et de l'Ouest de la Chine. Sa tête est lourde, avec un profil rectiligne, des mâchoires larges, et de petites oreilles alertes. L'encolure est de longueur moyenne, le garrot modérément prononcé. Les côtes sont arrondies, le dos et le rein sont de même hauteur. La croupe est inclinée, l'épaule courte et droite. Les tendons et les articulations sont bien développés, les jambes et le sabot solides. La race peut présenter des jarrets clos. il présente une crinière et une queue aux crins épais. Une étude génétique a prouvé son statut de race indigène du Guangxi : le Baise appartient au groupe des poneys du Sud de la Chine présentes le long du fleuve Yangzi Jiang, ce qui l'apparente aux races du Jianchang, du Debao, du Wenshan, du Guizhou, du Luoping, du Jinjiang et du Dali,.
La robe est généralement noire, baie, alezane ou grise; le tempérament est considéré comme agréable.
La FAO distingue deux types, un poney et un petit cheval. La variété poney mesure environ un mètre, pour un poids de 100 kg. Il présente les attributs du nanisme qui distinguent les poneys des chevaux. En 1983, 676 représentants de cette variété sont répertoriés, pour 100 femelles en race pure.
Ils sont élevés en semi-liberté de manière extensive, en altitude. Les Chinois les capturent lorsqu'ils en ont besoin, et les relâchent en liberté lorsque la tâche est achevée. Ils les rentrent à l'écurie pendant la saison des cultures.

## Utilisations
Il sert désormais essentiellement de cheval de selle et de bât pour l'industrie du tourisme en Chine. Il est également attelé dans les fermes, et sa viande peut être consommée.

## Diffusion de l'élevage
Le Baise est une race chinoise native, surtout présente dans l'Ouest du Guangxi, précisément dans la préfecture de Baise, celle de Hechi, et dans la région autonome des Zhuang. Bien qu'il soit considéré comme commun d'après l'étude de l'université d'Oklahoma, et que 200 000 de ces animaux soient comptabilisés par la FAO en 1980, son rôle dans les cérémonies de mariage forme un élément culturel important à préserver. Dans ce but, le National Baise Horse Genetic Resources Conservation Area est une aire protégée du Guangxi national Domestic Animal Genetic Resources Conservation Areas of China. Le cheval Baise fait aussi partie des 78 races animales chinoises qui ont bénéficié d'une mesure de conservation génétique par la FAO le 23 août 2000. Le Baise est reconnu officiellement par le gouvernement chinois, sous le numéro standard GB/T 24701-2009. D'après l'évaluation de la FAO réalisée en 2007, le poney Baise est classé en danger d'extinction (statut « D »), tandis que la variété « cheval » (Bose) n'est pas menacée.